# Karl-Erik Fernander
Karl Erik (Karl-Erik) Fernander, född 4 juli 1925 i Nyköpings västra församling i Södermanlands län, död 3 mars 2004 i Sollentuna församling i Stockholms län, var en svensk militär (överste) i flygvapnet.

## Biografi
Fernander avlade studentexamen i Karlskrona 1944. Han avlade officersexamen 1947 och utnämndes samma år till fänrik vid Flygkadettskolan, där han befordrades till löjtnant 1949. Han var divisionschef vid Kalmar flygflottilj 1950–1952, gick Allmänna kursen vid Flygkrigshögskolan 1952–1953 och gick Stabskursen vid Flygkrigshögskolan 1954–1955. Han befordrades till kapten 1955, var lärare vid Flygkadettskolan 1955–1957, var lärare vid Flygkrigshögskolan 1957–1961, befordrades till major 1960, var flygchef vid Kalmar flygflottilj 1961–1964, var kurschef vid Militärhögskolan 1964–1968, befordrades till överstelöjtnant 1965 och studerade vid Försvarshögskolan 1966. År 1968 befordrades han till överste, varefter han var chef för Flyglinjen vid Militärhögskolan 1968–1969, stabschef i Attackeskadern 1969–1972, chef för Skaraborgs flygflottilj 1972–1978 och chef för Upplands flygflottilj 1978–1985. Fernander befordrades till överste av första graden 1981 och var tillika chef för Mellersta luftförsvarssektorn 1981–1985.
Karl-Eric Fernander var son till banktjänstemannen Verner Fernander och Ebba Abrahamsson. Han gifte sig 1948 med Eva Adestam. Karl-Eric Fernander är gravsatt i minneslunden på Silverdals griftegård.

### Utmärkelser
- Riddare av första klassen av Svärdsorden, 1965.[4]
- Kommendör av Svärdsorden, 1972.[5]